# Bon Iver
Bon Iver és el nom artístic del grup indie folk Nord Americà fundat pel cantautor Justin Vernon el 2007. A més a més de Vernon, el grup està format per Michael Noyce, Sean Carey i Matthew McCaughan. El nom, Bon Iver, és un joc de paraules entre "Bon Hiver", que vol dir bon hivern en francès, i una manera incorrecta d'escriure "Bon Ivre", una bona borratxera. El seu primer àlbum, For Emma, Forever ago, va ser realitzat independentment per Vernon i debutat al juliol de 2007. Una gran part del seu primer àlbum va ser escrit pel mateix Vernon mentre estava en una cabana al nord-oest de Wisconsin. Bon Iver va guanyar el 2012 el guardó Grammy al millor nou artista i millor àlbum alternatiu pel seu segon àlbum, Bon Iver, Bon Iver.
Durant la seva última actuació del tour 2012 a Dublín, Justin Vernon va enunciar que aquella seria la seva última actuació com a grup "... almenys per un temps ...".

## Història

### Justin Vernon
Justin DeYarmond Edison Vernon, va néixer al 30 d'abril de 1981 a Eau Claire, Wisconsin. Va estudiar l'escola Memorial High School on es va graduar el 1999. Després va anar a la universitat University of Wisconsin-Eau Claire on va excel·lir en estudis religiosos. En una entrevista a The Colbert Report Vernon diu que encara no estava preparat per estudiar música. Mentre estava a l'institut i posteriorment seguint els seus estudis a la universitat, Vernon va crear dues bandes, Mount Vernon i DeYarmond Edison, les dues de gènere indie-rock i originàries de Eau Claire, Wisconsin, el seu lloc natal.
DeYarmond Edison estava formada per Vernon, Joe Westerlund i Brad i Phil Cook, els quals van tenir un gran èxit a Eau Claire. Al cap d'un llarg període, els quatre membres van decidir abandonar la seva estada en el seu lloc de naixement per intentar tenir èxit en un lloc diferent. Van anar a Raleigh (Carolina del Nord), on van produir dos àlbums, el primer nomenat a partir del nom del grup i el segon anomenat Silent Signs.
Al cap d'un any a Raleigh Vernon va tornar a Wisconsin després de trancar amb el grup, tallar la relació amb la seva xicota i de patir mononucleosi.
Els membres restants de DeYarmond Edison van formar una nova banda anomenada Megafaun i actualment continuen sent bons amics amb Vernon.
Justin Vernon va ajudar a recaptar diners amb una samarreta del Yellow Bird Project per una casa d'acollida per a dones a Toronto.
Des de 2011 Vernon ha estat en una relació sentimental amb, la també cantautora, Kathleen Edwards.

### Bon Iver
Quan Vernon va tornar a Wisconsin després d'acabar amb el seu primer grup, DeYarmond, es va instal·lar a la cabana del seu pare localitzada a Medford. Va ser durant aquest període que Vernon va pensar amb el nom de Bon Iver, ja que a causa de la mononucleosi va començar a mirar la sèrie dels anys 90, Nothern Exposure. En un dels episodis es veu un grup de ciutadans d'Alaska, gaudint de la primera nevada de l'any i desitjant a tothom un "Bon Hiver", bon hivern en francès, el que ell primer va transcriure com a "boniverre", però quan va aprendre’n l'ortografia correcta va decidir no utilitzar el nom, ja que "hiver" li recordava massa a "liver" (fetge), que era la font de la seva malaltia.
El 12 de novembre de 2012 Vernon va enunciar durant la seva última actuació del tour 2012 a Dublín, que aquella seria la seva última actuació com a grup ".... almenys per un temps".

## Discografia

### For Emma, Forever ago

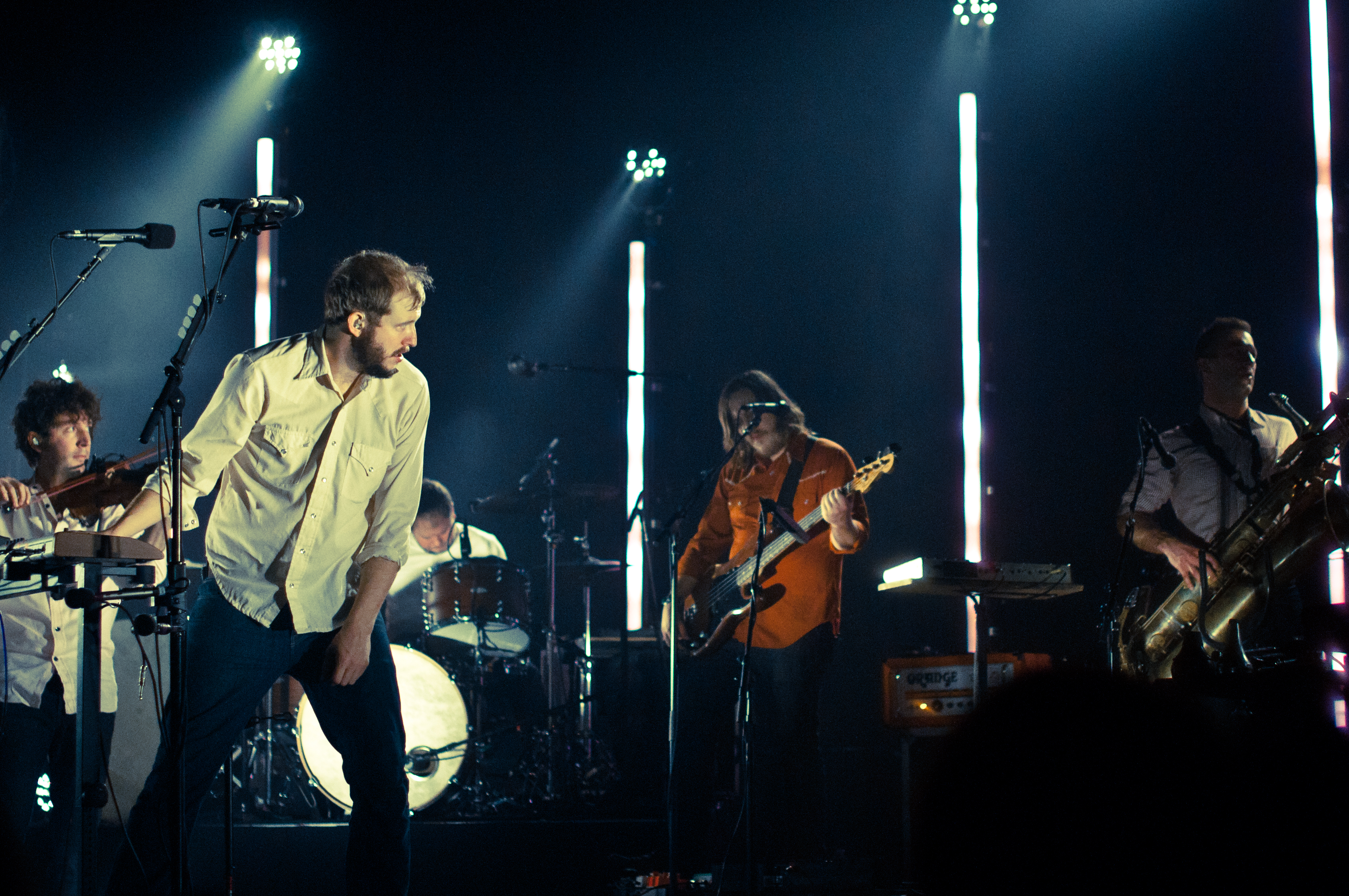
Bon Iver actuant a Stockholm

Després de la ruptura de la seva anterior banda DeYarmond Edison, Justin Vernon, que patia de mononucleosi, es va recloure en una cabana a Medford, Wisconsin durant tres mesos de planificació a "hivernar". Aquests tres mesos de solitud van donar com a resultat la creació de For Emma, Forever Ago "Tota la seva angoixa personal, la manca de perspectiva, l'angoixa, la nostàlgia, l'amor, la pèrdua i la culpa que s'havien emmagatzemat en el transcurs dels últims sis anys, van ser purgats de sobte en forma de cançó."
El registre és totalment la creació de Vernon, "Malgrat la seva complexitat, el disc va ser creat amb res més que uns quants micròfons i alguns equips de gravació"
L'àlbum va ser autopublicat el juliol de 2007 i ràpidament es va guanyar l'atenció de publicacions musicals diverses com Pitchfork Media. Al febrer de 2008, l'àlbum va ser rellançat a través del segell Jagjaguwar amb la coberta de l'àlbum nova. El maig de 2008, 4AD va triar l'àlbum per al llançament al Regne Unit i Europa.
Peter Gabriel va gravar una versió de "Flume" per al seu àlbum, Scratch My Back.

#### Llistat de Cançons
| Títol                     | Durada |
| ------------------------- | ------ |
| Flume                     | 3:39   |
| Lump Sum                  | 3:21   |
| Skinny Love               | 3:59   |
| The Wolves (Act I and II) | 5:22   |
| Blindsided                | 5:29   |
| Creature Fear             | 3:06   |
| Team                      | 1:57   |
| For Emma                  | 3:41   |
| re: Stacks                | 6:41   |

### Bon Iver, Bon Iver

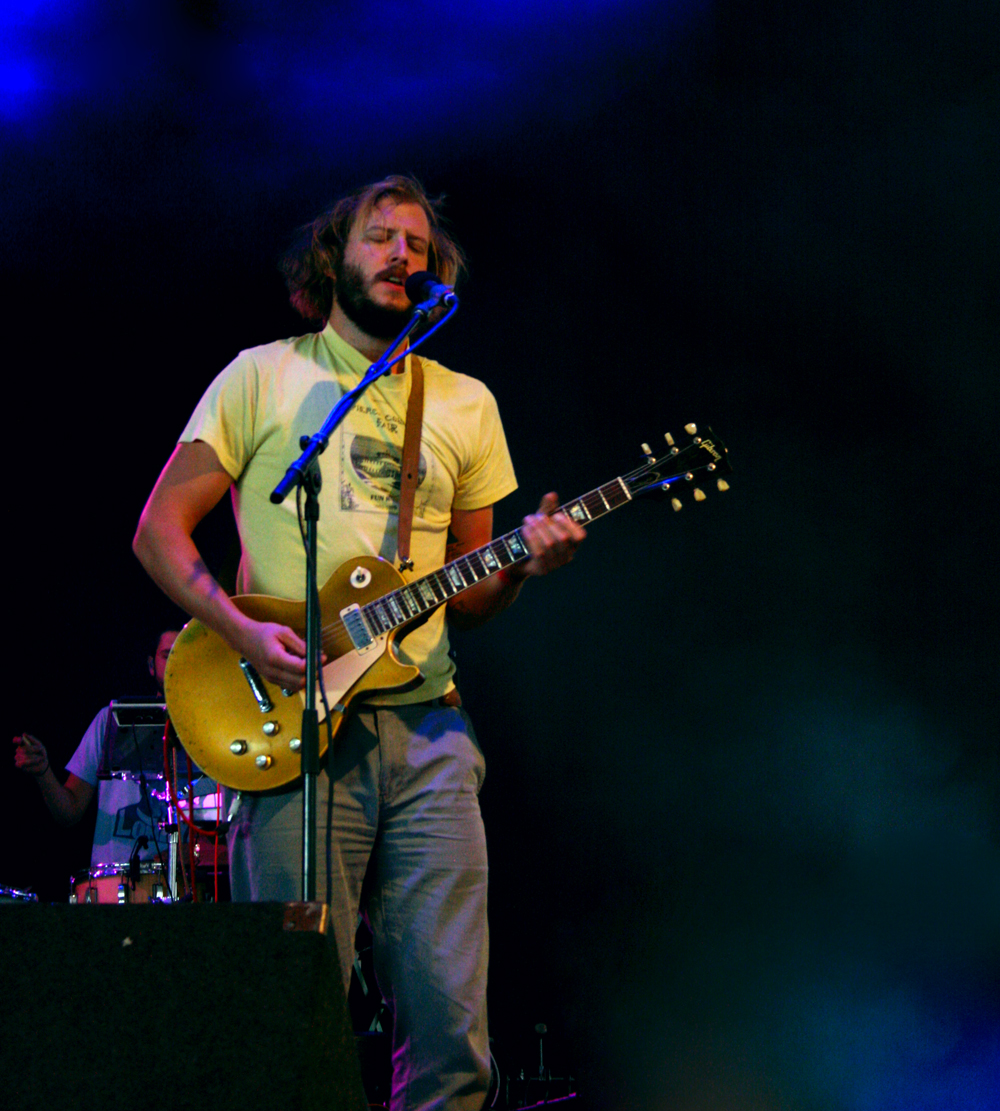
Bon Iver actuant a Suècia

El segon àlbum de Bon Iver es rumorejava que es diria Letters for Marvin, però més tard es va confirmar que seria Bon Iver, Bon Iver. Justin Vernon, líder de la banda i fundador, va contractar a músics coneguts com el saxofonista Colin Stetson i el guitarrista Greg Leisz. "Vaig construir l'àlbum jo sol, però vaig permetre que aquestes persones entressin i canviessin l'escena". El segon àlbum és descrit com una "sortida musical ambiciosa" respecte del primer.
El grup va anunciar el llançament a través de diversos mitjans de comunicació i de les pàgines webs oficials de Jagjaguwar i 4AD al 20 d'abril de 2011. L'àlbum va ser gravat en una clínica veterinària remodelada situada en Fall Creek, Wisconsin, que va ser comprada per Vernon i el seu germà el 2008. Va ser convertida en April Base Studios, un estudi musical construït principalment a la piscina unida a la clínica. La raó que va donar Vernon per fer la gravació en aquell lloc va ser que "és una gran llibertat treballar en un lloc que hem construït. Està també a només tres milles de la casa on vaig créixer i a només deu minuts del bar on els meus pares es van conèixer".
El 17 de maig, l'àlbum sencer, per un curt temps, va ser realitzat accidentalment a iTunes, el que va provocar una filtració de l'àlbum a través de torrents i serveis d'intercanvi d'arxius. L'àlbum va entrar en les llistes del Regne Unit col·locant-se al número 4 en la primera setmana de llançament.

#### Llistat de Cançons
| Títol         | Durada |
| ------------- | ------ |
| Perth         | 4:22   |
| Minnesota, WI | 3:52   |
| Holocene      | 5:37   |
| Towers        | 3:08   |
| Michicant     | 3:45   |
| Hinnom, TX    | 2:45   |
| Wash          | 4:59   |
| Calgary       | 4:10   |
| Lisbon, OH    | 1:33   |
| Beth/Rest     | 5:17   |

## Guardons
Premis
- 2012: Grammy al millor nou artista